# Joseph Holbrooke
Joseph Charles Holbrooke (Croydon, comtat de Surrey, 5 de juliol de 1878 - Londres, 5 d'agost, 1958) va ser un compositor, director d'orquestra i pianista anglès.

## Biografia
Primers anys

El pare de Holbrooke, també anomenat Joseph, era músic i professor de music hall, i la seva mare Helen era una cantant escocesa. Va tenir dues germanes grans (Helen i Mary) i dos germans menors (Robert i James), tots dos van morir en la infància. La família va viatjar per tot el país, amb els dos pares participant en entreteniments musicals. La mare d'Holbrooke va morir l'any 1880 de tuberculosi, deixant la família a càrrec del pare, qui va establir la família a Londres i va ocupar el càrrec de pianista al "Collins's Music Hall", Islington, i més tard al "Bedford Music Hall". El seu pare va ensenyar a Holbrooke a tocar el piano i el violí, i que no era contrari a l'ús de la violència com a mètode d'ensenyament, i ell mateix tocava a les sales de música abans d'entrar a la Royal Academy of Music com a estudiant el 1893, on va estudiar composició amb Frederick Corder i piano amb Frederick Westlake.
Mentre que a l'acadèmia va compondre diverses obres, principalment miniatures per a piano, cançons i alguna música de cambra, que es van interpretar en concerts d'estudiants: en un recital, va substituir una de les seves pròpies composicions en preferència per la Toccata de Schumann, incorrent en la ira de el director, Sir Alexander Campbell Mackenzie. Va guanyar diversos premis de l'Acadèmia, incloent l'Exposició Potter per a pianoforte (1895), la beca "Sterndale Bennett" (atorgada el 29 d'abril de 1896), el premi "Heathcote Long" de piano (1896) i, en el seu darrer any (amb la Suite Pantomima per a cordes), el Premi Charles Lucas de composició (1897).
Després de graduar-se, Holbrooke va buscar diverses ocupacions. El 1898 va emprendre una gira per Escòcia acompanyant el cantant de music hall Arthur Lloyd, però l'empresa va fracassar i es va veure obligat a tornar a viure amb el seu pare a Londres. Després es va traslladar de la casa familiar a Harringay on va començar a ensenyar música en privat, però una vegada més sense èxit econòmic. Al voltant d'aquesta època va decidir canviar el seu nom de Holbrook a Holbrooke, probablement per evitar confusions, ja que el seu pare també estava ensenyant en privat. Posteriorment va adoptar la variant Josef Holbrooke que va continuar utilitzant de manera inconsistent durant la resta de la seva vida.
Responent a un anunci a "Musical News", Holbrooke va viatjar a Horncastle a Lincolnshire on va viure breument amb el reverend Edward Stewart Bengough (1839-1920) i va ser-hi com a company musical. Aviat va tornar a viatjar, dirigint una gira pantomima amb (Aladdin and the Lamp) durant la temporada de Nadal de 1899-1900. Una vegada més, però, l'empresa es va enfonsar i Holbrooke es va quedar encallat i pràcticament desvalgut, moment en el qual el seu amic el reverend Bengough li va enviar diners per permetre'l tornar a Londres.

## Èxit
Durant la gira, Holbrooke havia enviat la partitura del seu poema orquestral The Raven a August Manns, director del Crystal Palace. Manns va acceptar l'obra per a la seva interpretació i va fer l'estrena el 3 de març de 1900, mentre que més tard aquell mateix any també es van escoltar les variacions orquestrals de Three Blind Mice (Concert del Queen's Hall Promenade, dirigit per Henry Wood, 8 de novembre de 1900). El 1901 va guanyar el premi Lesley Alexander de música de cambra amb el seu Sextet en fa menor i també va rebre una invitació de Granville Bantock per convertir-se en membre del personal de la "Birmingham and Midland Institute School of Music". Va acceptar el càrrec, vivint amb els Bantock mentre ensenyava a la institució, però ràpidament es va sentir insatisfet amb la rutina i va tornar a Londres el 1902.
Va seguir una dècada de prestigiosos encàrrecs i actuacions, amb obres notables com el poema per a cor i orquestra Queen Mab (Leeds Festival, dirigit pel compositor, 6 d'octubre de 1904), el poema orquestral Ulalume (Queen's Hall, dirigit pel compositor, 26 de novembre de 1904), l'escena per a baríton i orquestra Marino Faliero (Festival de Bristol, dirigit pel compositor, 12 d'octubre de 1905), les Bohemian Songs per a baríton i orquestra (Festival de Norwich, dirigit pel compositor, 25 d'octubre de 1905), el poema per a cor i orquestra The Bells (Festival de Birmingham, dirigit per Hans Richter, 3 d'octubre de 1906), la suite orquestral Les Hommages (Concert del Queen's Hall Promenade, dirigit per Henry Wood, 25 d'octubre de 1906) i la simfonia coral Homage to E.A. Poe (dos moviments representats per primera vegada al Festival de Bristol, 16 d'octubre de 1908). Durant aquest període Holbrooke també va guanyar un altre premi, aquesta vegada amb el seu Fantasie Quartet, Op.17b, presentat per al concurs de música de cambra de 1905 iniciat per Walter Willson Cobbett.

El 1907, el poeta Herbert Trench es va acostar a Holbrooke, qui va desitjar que el compositor fiqués el seu poema ampliat sobre la immortalitat Apol·lo i el mariner. Això ho va fer Holbrooke degudament, encara que només la secció final del poema (L'embarcament) és realment cantada (per un cor masculí), la resta de la partitura essent una il·lustració purament orquestral dels versos. L'obra completada, anomenada "An Illuminated Symphony", es va interpretar per primera vegada al "Queen's Hall" el 20 de gener de 1908, dirigida per Thomas Beecham: en aquesta ocasió l'orquestra i el cor es van amagar al públic darrere d'una elaborada pantalla mentre el text del poema es va mostrar i es projecta a la pantalla mitjançant diapositives de llanterna en els punts corresponents de la música. Els assajos d'Apollo i el mariner van comptar amb la presència de Thomas Scott-Ellis, 8è baró Howard de Walden, que poc després de la primera actuació es va acostar a Holbrooke amb un dels seus propis poemes, titulat Dylan - Son of the Wave: això va donar com a resultat el composició de l'òpera Dylan, representada per primera vegada al "Theatre Royal, Drury Lane", Londres, dirigida per Arthur Nikisch, el 4 de juliol de 1914. La posada en escena va incloure una altra meravella tecnològica d'aquells anys:
| « | ""en aquesta obra, per aconseguir vols convincents d'ocells salvatges, es feien pel·lícules a les Hèbrides Exteriors i es projectaven a l'escenari. Això, per descomptat, va ser a l'època del cinema mut, quan no hi havia cap mitjà d'amortiment, el soroll o el brunzit del projector i de les mateixes pel·lícules es van resoldre en una sèrie de pel·lícules, però, la partitura va ser prou vívida com per cobrir els sons, i aquesta música de pel·lícula incipient va tenir infinitament més èxit que algunes de les tan preteses d'alt nivell. Les partitures escoltades avui, però, el teatre no estava preparat per a aquesta innovació i els efectes extra musicals no es van prendre seriosament." | » |

La col·laboració en dues òperes més, The Children of Don (interpretada per primera vegada a l'Òpera de Londres, dirigida per Arthur Nikisch, el 15 de juny de 1912 - ajornada del 12 de juny) i Bronwen, va portar a la finalització del projecte més ambiciós de Holbrooke, una trilogia sota el títol col·lectiu The Cauldron of Annwn ambientant les versions de Scott-Ellis de contes del Mabinogion gal·lès. Fins a la seva mort el 1946, Scott-Ellis va actuar efectivament com a mecenes de Holbrooke, subvencionant les actuacions i la publicació de moltes de les seves obres.
Durant tot aquest període, Holbrooke també va gaudir d'una carrera exitosa com a pianista virtuós. A més de les seves pròpies composicions, el seu repertori inclou la Toccata de Robert Schumann, Islamey de Mili Balàkirev, la Sonata per a piano núm. 1 de Scriabin, la fantasia Africa per a piano i orquestra de Saint-Saëns, el Concert per a piano núm. 1 de Txaikovski i el Concert per a piano núm. 2.

## Polèmica
El 1902 Holbrooke havia iniciat la seva pròpia sèrie de concerts de música de cambra per promocionar la seva música juntament amb les noves obres dels seus contemporanis britànics. El públic trobaria regularment notes d'admonició impreses als seus programes:
| « | ""El Sr. JOSEF HOLBROOKE avança amb una mica d'aventura amb el seu 12è any d'esforç per una mica de música anglesa moderna per a un públic apàtic, i espera rebre el menor nombre possible de cops (amb la pèrdua econòmica habitual) a canvi." "Mentre que els nostres bons músics anglesos al poder amb bones orquestres i molts diners estan colpejant amb la seva màxima capacitat els regals oprimits i no reconeguts (!) de Richard Strauss i els seus germans a l'estranger, nosaltres, a la nostra petita manera, i on podem, Intenteu fer-ho fer-ho escrivint xecs i posant la nostra pròpia música a un públic recalcitrant. És de lamentar que el "Reger Pianoforte Quintet" anunciat per a aquest concert es trobés tan llarg i turgent que l'havíem de deixar de banda, per si es trobava amb! el trist destí de la música anglesa seriosa. Hem trobat un lloc per a treballs autòctons més interessants i hem salvat la reputació del Sr. Reger, que, amb el Sr. Strauss, és sagrada en aquest país." | » |

Quan va esclatar la guerra l'any 1914, va dedicar la seva atenció a denunciar enèrgicament tant la manca de suport a la música britànica com el favor continuat que es donava a la d'altres països, especialment Alemanya. Va publicar una sèrie de cinc assaigs titulats ¡¡British Music Versus German Music que van aparèixer setmanalment a "The New Age" entre el 5 de novembre i el 3 de desembre de 1914:
| « | "“El poble britànic ha escoltat mai l'alienígena, com en els temps de Händel, i el crític (encara que no és un dolent!) sempre està preparat amb el seu entusiasme, en lletra gran, per Tetrazzini, Caruso, Busoni, Strauss, Puccini, Nikisch, Campanini, Van Rooy, Stravinski, Chaliapine, Debussy, Pavlova, Karsavina, Nijinski, Mengelberg, Steinbach, Schönberg, Savonoff, Paderewski, Elman i uns quants altres extraterrestres. Aquests són els "déus" dels que estic esmentant el poble britànic." "En una divulgació recent […] vaig donar exemples reals de les orquestres amb les quals havia donat concerts personalment a Londres, que em van costar molts centenars de lliures. La meva única recompensa per això és trobar-les, les orquestres amb les quals vaig participar, unides en ignorant, any rere any, les meves obres, fins que, m'imagino, hi ha més diners per gastar en més actuacions!" "Els menyspreables membres de la professió musical són animats a tocar música alemanya per un públic absolutament indiferent. Un es pregunta si alguna d'aquestes persones ha perdut els seus fills o marits al front, o és que la majoria dels nostres amants de la música "no ho fan" lluitar."El to personal que va informar gran part de l'escriptura era massa fort per a alguns comentaristes que ho veien com una autopromoció flagrant: "Em pot ser perdonat per llegir entre línies. Estic temptat de pensar que el Sr. Holbrooke només està discutint les seves pròpies queixes contra el públic anglès, i que el veritable encapçalament dels seus articles hauria de ser "Holbrooke's v. German o qualsevol altra música". .'" "És una mica depriment veure com el Sr. Holbrooke s'esforça, setmana rere setmana, a precipitar la música a la fosca fosca del xovinisme que ja està plena fins a vessar. […] La posició del Sr. Holbrooke és anàloga a la del carrer... Joglar és com si el xiulador de cèntims a la vorada estigués de sobte a tocar amb el seu instrument tots els transeünts que no perdien a l'instant el propòsit del seu pas en una passió de meravella i èxtasi al so del seu flautí. […] No tots els compositors britànics s'han enfonsat encara en el fang d'un comercialisme sòrdid, en què el senyor Holbrooke els voldria ser companys amb ell mateix, ni tots estan embriagats amb aquelles nocions quixotesques del nacionalisme que han provocat el senyor Holbrooke. perdre tanta respiració en escampar invectives contra un públic que persisteix a creure que l'Art és un, i la vida és massa curta per a arguments inútils sobre la seva nacionalitat." | » |

El fet que Holbrooke hagués publicat recentment una sèrie d'obres sota un pseudònim també va ser aprofitat i vist amb sospita:
| « | "M'agradaria demanar al Sr. Holbrooke que expliqui per què, malgrat tot el seu patriotisme, recentment ha cregut convenient publicar diverses de les seves obres amb el nom de Jean Hanze i, a més, fer circular un pamflet que bufa el seu soi-disant. COMPOSITOR BELGA - en aquest moment, de tots els altres, quan la paraula "belga" actua com una espècie de fórmula màgica per obrir bosses! un heroi que havia donat les seves cames pel seu país. Va aconseguir diversos mesos." | » |

Sens dubte, Holbrooke era una persona difícil i espinosa de tractar professionalment. Poc abans d'un concert a Bournemouth el 22 de febrer de 1917, on el compositor havia d'interpretar el seu concert per a piano Gwyn ap Nudd, el director Dan Godfrey es va veure obligat a introduir de pressa notes de disculpa a cadascun dels programes amb l'efecte següent:
| « | "El Sr. Dan Godfrey demana anunciar que el Sr. Joseph Holbrooke es nega a tocar avui, en aquest concert, perquè el seu nom no s'anuncia als cartells en lletres prou grans i, en conseqüència, es canviarà el programa. Se substituiran el Concert per a piano i la Suite Dreamland. per Violin Concerto, Paganini (H E Batten) Scènes Pittoresques, Massenet." | » |

De fet, el que havia molestat a Holbrooke era el major protagonisme que els anuncis impresos donaven a Vladimir Pachmann, que havia de tocar dos dies després: va considerar que aquest era un cas més en què un estranger estava rebent una celebritat indeguda en detriment d'un pianista nadiu. Aquests esclats de piqué eren característics i es va guanyar la reputació d'un excèntric molest i irritable:
| « | "La personalitat d'Holbrooke també ha estat en gran part responsable de la quantitat d'oposició que ha rebut. No és un home de reticències, i el que sent el seu cor, la seva llengua parla sense cap arrière pensée. Li agrada parlar i ningú parla gaire, que de vegades no diu coses imprudents, sent impulsiu per naturalesa i de caràcter molt obert, és propens a cometre indiscrecions de les quals després es penedeix, és el seu pitjor enemic, i és ben conscient del fet". "Josef Holbrooke, un músic excitable, sord, xerraire i combatiu, que viu en una casa solitària al nord de Londres envoltat de Villadom normal, i hi escriu música que ningú pot tocar. És una música com la de Wagner en la forma i com la de Strauss, en la seva intricada orquestració, gairebé desconeguda, excepte en "Culturedom" estranger, I Holbrooke, que el compon, és l'enemic de la crítica, el terror dels editors i l'odi intolerant a tot allò que és habitual en la seva música". | » |

## La negligència
Després de la Primera Guerra Mundial, amb la seva pròpia música cada cop més al marge, Holbrooke va continuar recriminant cada cop més vehementemente els seus crítics. Un objectiu particular va ser Ernest Newman, inicialment un entusiasta de la música d'Holbrooke, però que darrerament es va mostrar crític amb el compositor:
| « | "Els homes destacats amb hemorràgia verbal escriuen sobre música sobretot als nostres diaris diaris. […] No se sap quina és la seva formació per a la seva tasca. En qualsevol cas, tota aquesta escriptura és totalment una qüestió comercial, pel que ha de fer el periodisme. amb les arts és millor deixar al judici i la imaginació del lector Ernest Newman va escriure un conjunt d'articles il·luminadors i commovedors fa anys sobre els nostres compositors a "The Speaker", però ara repudia públicament el seu primer entusiasme!" | » |

No obstant això, al mateix temps, Holbrooke va continuar promocionant de manera vigorosa i vociferant composicions d'altres compositors britànics contemporanis tant a través de la seva interpretació en els seus propis concerts de música de cambra com a la premsa:
| « | "En una època en què els compositors britànics no es prestaven gaire atenció, Holbrooke s'abraçava, fins i tot colpejant, a la premsa anglesa i als seus concerts (perquè sempre li ha aficionat -potser massa- els prefacis orals i impresos) davant l'apatia de el públic anglès i la densitat dels crítics periodístics Ha patit per les seves pròpies dites i indirectament per les dels altres, però tant si ens ha agradat com si no el seu mètode de lluita, la batalla ha estat guanyada, i no hem d'oblidar els que; van ser els primers en el camp de la música britànica moderna." | » |

Potser Holbrooke va trobar una certa satisfacció en veure que la seva actitud en temps de guerra cap a una major representació britànica a les sales de concert es va fer ressò retrospectivament, encara que sense la mateixa controvèrsia:
| « | "El reconeixement de la música britànica es va guanyar amb el cost de milers de vides i milions de diners. […] La veritat és que ens vam centrar més aviat en una cosa i ens vam inclinar a pensar que només hi havia una música, i que va arribar d'Alemanya fins i tot al començament de la guerra. Una protesta per part d'un petit sector de la premsa va fer molt per cridar l'atenció sobre el fet que estàvem honrant una nació enemiga, és clar, que "la música no té nacionalitat" i tota la resta, però hi havia uns pocs pensants que es van adonar de la injustícia, dubto que al començament de la guerra els diaris alemanys reproduïssin els programes de concerts de Londres la rica preponderància de la música alemanya, amb la declaració burlona que "no podríem prescindir d'ella" va tenir molt d'efecte. Pot ser que algunes persones pensadores es van adonar que sabíem molt poc sobre qualsevol cosa excepte la música alemanya i va començar a germinar la idea que possiblement en algun lloc, d'alguna manera, hi podria haver alguna cosa diferent. A poc a poc es va escoltar una mica més de música britànica, a poc a poc el públic es va acostumar a la estranya visió d'un nom britànic en un programa de concerts, i a poc a poc es va adonar a la gent que hi havia alguna cosa." | » |

Les actuacions de la seva pròpia música van continuar esporàdicament, però n'hi van incloure diverses de gran importància: The Children of Don (Die Kinder der Don) es va oferir cinc vegades a la Volksoper de Viena amb Felix Weingartner, i tres vegades a Salzburg amb Ludwig Kaiser (1876-1932), l'any 1923; Bronwen va ser interpretat per primera vegada a Huddersfield per "The Carl Rosa Opera Company" l'1 de febrer de 1929 i després va ser portat de gira; i el ballet Aucassin i Nicolette va ser interpretat més de dues-centes vegades per la companyia de ballet "Markova-Dolin" durant la temporada 1935-36. Holbrooke havia passat llargs períodes a Harlech, Gal·les, des de l'any 1915, Scott-Ellis li havia proporcionat diverses residències, i a principis dels anys vint es va traslladar amb la seva família a una casa que va anomenar adequadament Dylan. A les primeres hores del 9 de novembre de 1928, mentre la resta de la família es trobava a Londres, es va produir un incendi i la casa va quedar completament destruïda: Holbrooke va patir greus ferides al cap i la seva biblioteca de música va ser destruïda. Aquest desastre va precipitar un retorn a Londres on, després d'haver comprat molts dels drets d'autor de les seves obres anteriors, Holbrooke va establir la seva pròpia editorial "Modern Music Library", operant des de les seves diferents cases de Londres: a través d'aquesta sortida va assegurar que les seves composicions es mantinguessin. disponible i també va publicar diversos catàlegs impresos de les seves obres.
A partir dels quaranta anys aproximadament va començar a patir problemes amb la seva audició, finalment es va tornar profundament sord, una afecció que va tendir a augmentar el seu aïllament i irascibilitat. La condició també va servir per limitar la seva carrera com a concertista: quan Holbrooke va revisar el seu Concert per a piano The Song of Gwyn ap Nudd el 1923 va ser per a una actuació de Frederic Lamond.
L'any 1931 es va fundar una "Holbrooke Music Society" per promocionar les obres del compositor, Scott-Ellis com a patró i Granville Bantock actuant com a president. Fins a la mort de Bantock el 1946, Holbrooke va mantenir una correspondència freqüent amb el compositor més antic, criticant l'aparent reticència de la BBC a transmetre interpretacions de la seva música. Malgrat la seva negligència per part de l'establishment musical, Holbrooke va continuar component durant les dècades de 1930 i 1940, treballant en diversos projectes a gran escala, com ara una òpera-ballet Tamlane, dues simfonies corals més, Blake i Milton, que probablement estaven inacabades, i escenaris corals de la poesia de Kipling, també inacabats. També va dedicar gran part del seu temps a revisar i refosa les seves obres anteriors.
Holbrooke va viure a diverses adreces de Londres, com ara 22 Harringay Grove, Hornsey (c.1902-1910), Vale House, Tufnell Park (c.1910-c.1924), 60 Boundary Road, St John's Wood (c.1929-1937), 48 Boundary Road, St John's Wood (1937-1940) i 55 Alexandra Road, St John's Wood (1940-1958). Entre setembre de 1940 i març de 1941, en el moment àlgid del Blitz, es va traslladar fora de Londres per viure amb amics a Taunton, Somerset, abans de tornar a la capital definitivament a l'estiu. Va morir al 55 d'Alexandra Road, St John's Wood el 5 d'agost de 1958 a l'edat de vuitanta anys i li va sobreviure la seva dona Dorothy ("Dot") Elizabeth Hadfield amb qui s'havia casat el 1904. La parella va tenir cinc fills: Mildred (nascut el 1905), Anton (1908), Barbara (1909), Gwydion (1912) i Diana (1915), l'últim dels quals estava casat amb el reconegut clarinetista Reginald Kell. El fill petit va canviar el seu nom a Gwydion Brooke i es va convertir en un fagot anglès preeminent, també va promoure activament la música del seu pare a través d'una continuació de la "Biblioteca de música moderna", rebatejada com "The Blenheim Press".

## Música
Vegeu també: Llista de composicions de Joseph Holbrooke a la Viquipèdia anglesa.

Holbrooke va quedar fascinat pels escrits d'Edgar Allan Poe que tracten sobre el sobrenatural i el macabre, i finalment va produir més de trenta composicions a les quals va referir-se com la seva "Poeana". Aquestes incloïen obres orquestrals (The Raven, Ulalume, The Sleeper, Amontillado i The Pit and the Pendulum), un concert doble per a clarinet i fagot (Tamerlà), obres corals (una simfonia coral Homenatge a E.A. Poe i un poema per a cor i orquestra; Les campanes), un ballet (The Masque of the Red Death), multitud d'obres de cambra (com el Quintet de Clarinet Ligeia, el Trio Fairyland i la Nonet Irene) i diverses peces per a piano.

Durant la dècada de 1920 es va interessar per escriure en el nou idioma del jazz:
| « | "Fa molt poc, el Sr. Josef Holbrooke, un dels nostres compositors vius més grans, va anunciar la seva intenció d'escriure música de jazz. Es va queixar amb el seu estil força habitual de la manca d'estima per la seva música i la música dels seus contemporanis, i després va procedir a donar-nos una idea de la música de jazz "superior" que pretén escriure." A instigació de la senyora Holbrooke, que va al·legar que s'estava fent gran, fa uns mesos va començar a ballar. Ara ha arribat a l'etapa on, a la més mínima provocació, demostrarà un pas per a qualsevol en qualsevol lloc "foxtrot al cervell, va dir el senyor Holbrooke." | » |

Va produir diversos foxtrots i valses per a orquestra de dansa i, potser únic entre els compositors britànics destacats, també va compondre i va compilar conjunts de peces per a orquestres de teatre per acompanyar pel·lícules mudes. També va ser notablement productiu en escriure obres originals tant per a banda de música com per a banda militar.
Al llarg de la seva carrera va revisar contínuament les seves composicions: els títols es van canviar amb una regularitat gairebé casual (per exemple, l'òpera Pierrot and Pierrette es van convertir en The Stranger, l'òpera-ballet The Wizard es va convertir en The Enchanter i l'obertura dramàtica per a banda de música es va convertir en Clive of Índia (1914), a moltes obres se'ls van assignar diversos números d'opus diferents en diferents moments, va agafar música en préstec d'una peça a una altra i va refusar obres de diferents formes: per exemple, The Pit and the Pendulum treu el seu material de l'òpera-ballet L'encantador, Simfonia. No.7 (Al Aaraaf) és una transcripció per a orquestra de corda d'un sextet de corda, The Masque of the Red Death, que originalment era un altre poema orquestral es va convertir en un ballet, i el que era il·lustratiu de The Skeleton in Armor d'Henry Wadsworth Longfellow també era aparentment un representació propera del The Corsair de Byron, mentre que existeixen diverses versions diferents de les seves variacions orquestrals sobre Auld Lang Syne amb una sèrie de suposats "retrats musicals" aparentment aplicables simultàniament a diferents contemporanis. També es van extreure partitures més grans, especialment les òperes de la trilogia Cauldron of Annwn, per produir una varietat d'obres subsidiàries. Els trios es van convertir en quartets, els quintets es van convertir en sextets, les obres de cambra i les suites per a piano es van augmentar amb moviments addicionals només per ser contractats posteriorment amb l'eliminació d'altres, peces per a clarinet i piano es van arreglar per a banda de música i obres que figuren de manera destacada en els primers catàlegs promocionals posteriorment desapareixen. dels posteriors:
| « | "No puc equilibrar-me en el cas de Holbrooke copiant una llista de composicions perquè la llista ara aniria de pàgina en pàgina, les dates i els números de sèrie d'opus xocaven, la cronologia es desviaria." | » |

## Estil
Holbrooke va ser un compositor romàntic tardà, que va escriure en un idioma predominantment tonal, encara que ricament cromàtic. El seu estil era essencialment eclèctic: mentre que les primeres obres de cambra fan ressò del llenguatge i els mètodes de Brahms i Dvořák, també hi ha una exuberància informada pel seu afecte per la música de Txaikovski:
| « | "Potser Txaikovski l'ha influenciat més que cap altre escriptor, tot i que la música del senyor Holbrooke no té res de la gràcia lànguida del mestre rus; és més aspra i més irregular a les vores, però té gran part del foc de Txaikovski. De fet, el Sr. Holbrooke es pot anomenar un Txaikovski angular." | » |

Les partitures orquestrals mostren un virtuosisme de la instrumentació que deu molt a Elgar i Richard Strauss, aconseguint un punt àlgid en obres com Queen Mab, The Bells, Apollo and the Seaman i The Children of Don. Des de la seva primerenca maduresa, Holbrooke va demostrar una sofisticada apreciació del to-color orquestral, utilitzant diversos instruments inusuals a les seves partitures, com ara la concertina (Les campanes), el sarrusòfon (Apol·lo i el mariner), la trompa i el saxo (Serenata per oboè d'amore'), clarinet, trompa de basset, dues trompes de saxo, viola, cinc saxòfons i arpa). No obstant això, la seva reputació d'utilitzar instruments estranys i recursos orquestrals inflats és generalment immerescuda: la majoria de les seves obres a gran escala estan gravades per a l'orquestra simfònica moderna tal com s'utilitzava a principis del segle xx. Hannen Swaffer, un escriptor de "The Graphic", es va referir humorísticament a Holbrooke en diverses ocasions com "The Cockney Wagner", encara que l'única similitud real entre tots dos va ser una predilecció per al drama musical mitològic:{{"La textura de la música de Holbrooke no és wagneriana, i si cal trobar un parentiu amb un altre compositor, hauria de ser amb Richard Strauss; però la partitura de Holbrooke Bronwen no és voluptuosa com la de Wagner, ni plena de frenesí nerviós com la de Strauss, a l'obertura hi ha una figura molt semblant a un motiu de Magic Fire Music, però si et prens la molèstia de tocar-les o cantar-les una darrere l'altra, percebes una diferència. Mentre que el bastiment de Wagner del tema és sensual, la de Holbooke és ombrívola, dura i bàrbara."}}Holbrooke va utilitzar generalment la forma musical de desenvolupament lliure tal com va ser pionera per Liszt, només reconeixent vagament estructures més acadèmiques com la forma sonata. Aquesta preferència es posa de manifest en l'estilis me freqüent de les seves obres com a poemes o fantasies, i en el fet que pràcticament cada obra seva porta un títol descriptiu o poètic, sovint literari. La imaginació de Holbrooke era essencialment il·lustrativa:
| « | "De fet, té un gran poder de representar escenes i situacions estranyes a la visió mental mitjançant un sentit magistral del to de color. Pinta amb tota aquella riquesa de detalls que va distingir l'escola de pintura prerrafaelita i s'esforça per donar a cada petit matís el seu lloc a la imatge. La seva música sovint està plena de suggestions lluminoses i màgiques, i la seva visió imaginativa és molt penetrant i sensible." | » |

Tot i que l'escriptura coral de Holbrooke podria ser ocasionalment poc aventurera i una mica quadrada, com en el poema per a cor i orquestra Byron, hi ha efectes d'una originalitat sorprenent en altres llocs, que van des de l'ús vocal de l'acciaccatura a The Bells al cor de diverses capes de crits de guerra a l'acte final de Bronwen. L'escriptura vocal solista a les òperes madures, tot i que no és estrictament comparable amb el verisme, és generalment declamatòria i segueix ritmes de parla naturalistes: almenys en aquest sentit, juntament amb molts dels seus contemporanis, Holbrooke era deutor amb Wagner encara que el seu idioma musical és més dissonant. De fet, a partir de la dècada de 1920 la seva música va guanyar una astringència harmònica notablement augmentada:
| « | "Des de Bronwen ha entrat en un estil nou, més modern, més dinàmic, en el qual es dona via lliure al seu amor per les "notes de fregament". Aquest estil es va prefigurar a algunes parts de Bronwen, encara que probablement s'adapti més a aquests, coses com la seva darrera òpera, The Snob, sobre un esbós viril de la vida de Cockney, escrit per Charles McEvoy." | » |

No obstant això, les seves incursions ocasionals en l'atonalisme en obres per a piano com Four Futurist Dances i Bogey Beasts eren poc característiques i pensades com a caricatura:
| « | "Fa uns anys, jo també vaig perpetrar alguns horrors sorprenents a la música, titulats Quatre danses futuristes, i van ser molt horripilants. Van ser provocats per un recital de piano. Em va irritar, i personalment ho vaig haver de fer, per aconseguir el gust del Sr. Ornstein (Leo Ornstein) de la meva boca És un pianista nord-americà de gran entreteniment, però un pobre compositor, però, molts bolxevics s'han pres seriosament aquestes peces meves!"Potser va ser a causa de la seva primera experiència al music hall que diverses de les seves melodies tenen una sensació clarament populista, per exemple el primer tema sincopat del moviment final del primer Sextet en fa menor". | » |

## Reputació
La tendència cap al pictòric més que l'abstracte en la seva música va sorgir, sens dubte, de la formació de Holbrooke a la "Royal Academy": la seva reputació, juntament amb la d'altres compositors (inclosos Granville Bantock i Arnold Bax) que van estudiar amb Frederick Corder, un ardent wagnerià, que en conseqüència va patir el que s'ha percebut com una manca de pensament musical rigorós i una suposada manca d'autocrítica:
| « | "el seu ardor sovint en la seva pressa ignora els temes més subtils i fins, i sol estar davant del seu poder d'invenció: moltes pàgines de les voluminoses òperes The Children of Don i Dylan surten en un estil massiu sense dir res distintiu, i ell és molt susceptible -l'escena de Marino Faliero n'és un exemple típic- a caure en una mera turgessa afilada. Cap compositor anglès ha treballat amb ideals més coherents: però la seva música sovint és apta per esforçar-se i plorar en veu alta innecessàriament, i gran part del seu atractiu, en conseqüència, a la llarga, s'ha afeblit." De fet, la seva única originalitat sembla haver estat en la sonoritat més que en la invenció temàtica o harmònica. L'obertura de Bronwen i el poema simfònic The Viking quan van ser interpretats per la B.B.C. sota Granville Bantock el 1943, quan la música de Holbrooke era totalment desconeguda per a cap posterior generació, va revelar aquesta textura sonora personal i distintiva, però d'altra manera semblava informe i repetitiva". "Els mètodes de Corder eren progressistes però massa desenfadats, i tots els seus alumnes, fins i tot el devastador Bax, ho van patir. Stanford va ser potser el millor professor, però també va ser cruelment repressiu, reaccionari i insensible: tots els seus alumnes han deixat constància d'alguna cosa. la història del seu acomiadament aclaparador del seu treball […] Va donar als seus alumnes un enfocament disciplinat que els va servir, però ho va fer en excés, Holbrooke i Bax. .] En les seves obres orquestrals, Holbrooke es troba amb molts canvis bruscos d'harmonia i ritme, i una sensació general d'inquietud distreta."Altres valoracions de la música de Holbrooke han estat considerablement més positives: "És una peculiaritat de la seva música, amb la qual sovint m'ha impactat, que per extravagant i estrany que pugui semblar de vegades, mai per un sol moment sentim que l'efecte es treballa de manera conscient. Potser no ho és precisament. allò que esperàvem, però invariablement ens dona la impressió d'estar escrits directament, de ser el registre sincer d'alguna cosa vista sincerament o sense afectar […] Jo mateix sento que els quatre poemes simfònics del Sr. Holbrooke (The Raven, The Skeleton in Armour, Ulalume i The Masque of the Red Death) seran reconeguts algun dia com una cosa absolutament nova en anglès o en qualsevol altra música. Aquesta atmosfera i aquesta psicologia no es troben en Wagner, ni en Tschaikowsky, ni en Richard Strauss. Morbiditat -per emprar una paraula molt maltractada- mai s'ha fet tan bonic com aquí […] El senyor Holbrooke pot fer-ho amb força facilitat i inconscient el que Strauss només ha fet mitja dotzena de vegades al llarg de la seva carrera: pot escriure una melodia gran i sincera que ens arriba fins als ossos; i els músics que tenen aquest do com a dret de naixement tenen una vida encantada entre mil nàufrags". "La impressió popular d'Holbrooke sembla ser que és un home d'impulsos no regulats, totalment egocèntric, però de cap manera autocrític. Aquesta és una visió força errònia de l'home. Sens dubte és impulsiu, i aquesta característica sovint s'enfila a la seva obra, però rarament permet que les seves idees musicals apareguin impresas fins que han estat aprovades pel seu pensament més tranquil […] La majoria de la seva música passa per molts gresols del pensament abans d'arribar a la seva forma final". "El Calder d'Anwyn", si l'escrivia un estranger imposaria més que respecte. Tal com és, segueix sent una curiositat i en el seu estat original completament improductible amb qualsevol possibilitat de seguretat econòmica. […] Les seves simfonies i cambra. La música ha arribat per la seva part d'abús, Holbrooke és bel·ligerant i la seva música ens ho diu, però sovint és magnífica. Pocs compositors han escrit una música del mar tan vital com apareix a Dylan." El llenguatge d'Holbrooke es caracteritza per la seva accessibilitat i atractiu melòdic. Diverses obres utilitzen la melodia popular gal·lesa o mostren la influència de la música que va escoltar mentre viatjava a l'estranger. Les seves composicions mostren un recurs total a l'harmonia cromàtica i alguns retards imaginatius en la resolució de la dissonància. poemes simfònics el seu don per a la representació pictòrica és més evident que la música segueix el text gairebé a la manera d'una partitura cinematogràfica. En conseqüència, aquestes obres tendeixen a ser episòdiques i de vegades disjuntives, la seva escriptura de llautó pot ser magistrals i vibrants, les seves fonts literàries escollides, sovint intenses o fins i tot macabres, van inspirar una música igual de carregada, capturant eloqüentment el suspens dramàtic." | » |

## Enregistraments
Només s'ha enregistrat una petita part de la gran producció d'Holbrooke, tot i que estava profundament interessat en promocionar la seva música a través de diversos formats reproductius. Scott-Ellis va finançar diversos enregistraments de gramòfons, incloent-hi fragments de The Cauldron of Annwn, sobretot de l'òpera final de la trilogia, Bronwen. Emesos per Columbia, aquests van ser rebuts positivament:
| « | "The Columbia Company ha donat a un dels nostres compositors més descuidats una audició al gramòfon amb la seva emissió d'alguns fragments importants del drama musical de Josef Holbrook Bronwen. Aquest país no ha tingut res tan intensament individual i tan estretament dramàtic en la concepció i el tractament com la música de Bronwen […] Molts moments inoblidables de grandesa i atractiu espiritual es perdran si els amants de la música ometen escoltar aquests discos per ells mateixos." | » |

Altres enregistraments van aparèixer de manera intermitent durant la dècada de 1930, incloent un acoblament del Preludi de Dylan i el final de la tercera simfonia de Holbrooke (ambdues abreujades) a Decca:
| « | "S'ha objectar que Holbrooke és molt intel·ligent, i poc més preuat. Això sembla un judici massa dur. Crec que es pot escoltar una bona part de la seva música amb plaer, de vegades però les qualitats profundes i commovedores natives que no té. Sens dubte, he escoltat molts preludis d'esperit inferior a aquest de Dylan, que crec que a la majoria de la gent valdria la pena provar-ho en aquest enregistrament clar, assenyat i encertat." | » |

Un altre moment destacat va ser l'enregistrament de Paxton el 1949 del concert per a piano The Song of Gwyn ap Nudd interpretat per Grace Lyndon amb la "London Promenade Orchestra" dirigida per Arthur Hammond (1904-1991).
El 1993, diversos d'aquests enregistraments històrics van ser reeditats en disc compacte per Symposium. A més dels discos de gramòfon, Holbrooke va supervisar la producció d'un gran nombre de rotlles de pianola i orgue de la seva música, incloent arranjaments abreviats d'Apollo and the Seaman, l'obertura de Children of Don, l'obertura de Bronwen, Queen Mab, The Viking, The Raven, The Wilfowl, les variacions de Three Blind Mice i Auld Lang Syne, i el segon concert per a piano L'Orient. Poques de les seves obres es van gravar comercialment durant les tres dècades posteriors a la mort del compositor el 1958, amb excepcions notables The Birds of Rhiannon i The Song of Gwyn ap Nudd, encara que la BBC va emetre diverses actuacions d'estudi.
L'arribada del disc compacte, però, ha provocat un renaixement d'interès: Marco Polo va publicar dos discos orquestrals i un disc de música de cambra, Hyperion va incloure The Song of Gywn ap Nudd a la seva sèrie "Romantic Piano Concerto", i Lyrita van reeditar el seu enregistrament de The Birds of Rhiannon. Més recentment, diverses altres companyies han mostrat interès per gravar Holbrooke, com CPO, Dutton Naxos i Cameo Classics.

## Llegat
Entre els seus alumnes hi havia el director i compositor Anthony Bernard.
El compositor i baixista anglès Gavin Bryars va retre homenatge a Holbrooke donant el nom de Joseph Holbrooke al seu trio col·lectiu d'improvisació lliure amb Derek Bailey i Tony Oxley. Malgrat el nom, el grup mai va tocar les composicions de Holbrooke.
Holbrooke Court, Parkhurst Road, Islington construït el 1974 porta el seu nom.

## Arxius
Les cartes de Holbrooke al company músic Granville Bantock es conserven a la "Cadbury Research Library" (Universitat de Birmingham). La col·lecció també conté un petit nombre de cartes a Holbrooke d'altres persones.

## Llegat
Entre els seus alumnes hi havia el director i compositor Anthony Bernard.
El compositor i baixista anglès Gavin Bryars va retre homenatge a Holbrooke donant el nom de Joseph Holbrooke al seu trio col·lectiu d'improvisació lliure amb Derek Bailey i Tony Oxley. Malgrat el nom, el grup mai va tocar les composicions de Holbrooke.
"Holbrooke Court, Parkhurst Road", a Islington construït el 1974 porta el seu nom.

## Arxius
Les cartes de Holbrooke al company músic Granville Bantock es conserven a la "Cadbury Research Library" (Universitat de Birmingham). La col·lecció també conté un petit nombre de cartes a Holbrooke d'altres persones.